# 케이 루크

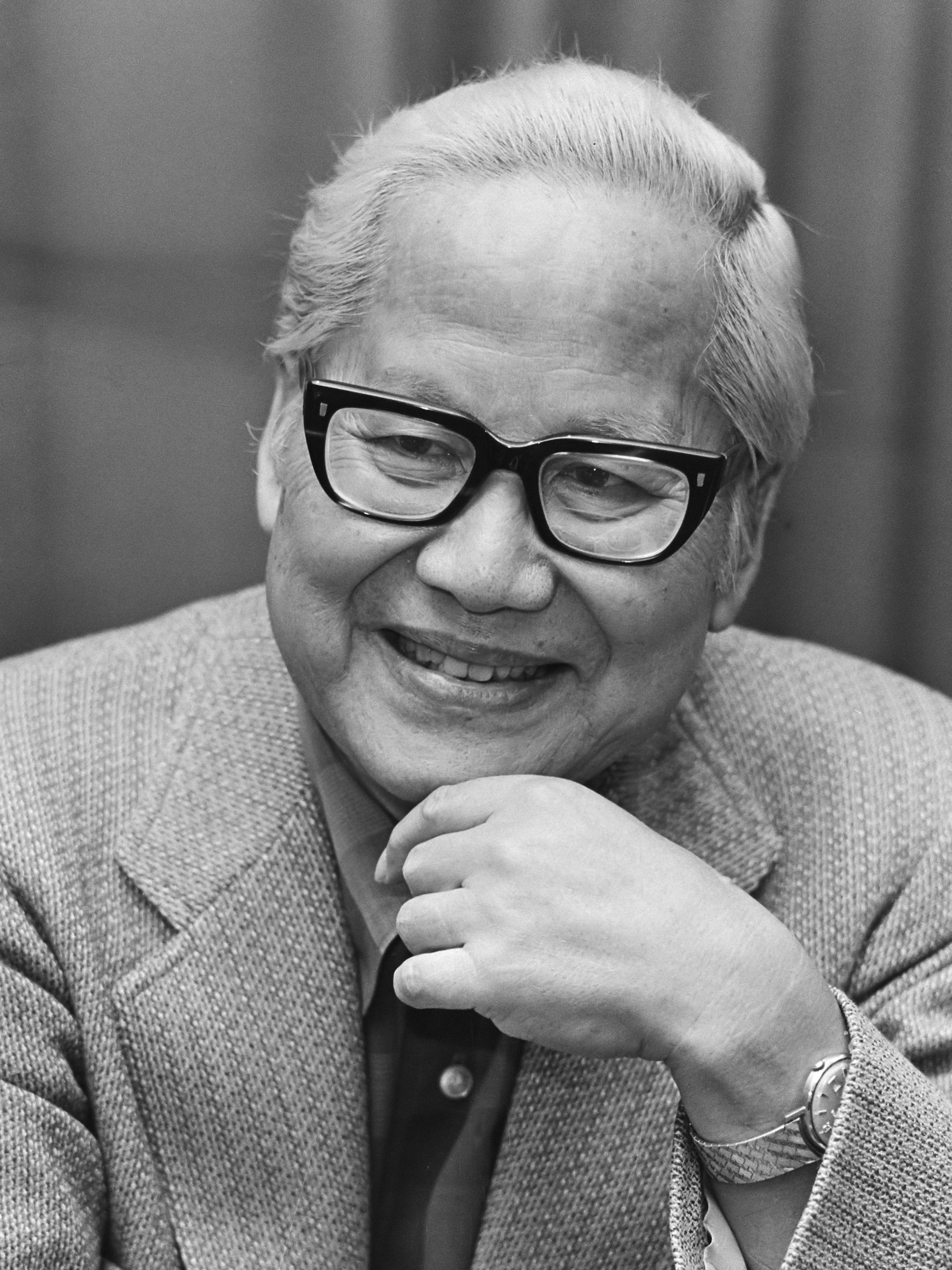

키 루크(Keye Luke, 영어 발음: /kiː/, 1904년 6월 18일 ~ 1991년 1월 12일)는 미국의 건축가, 화가, 배우이다.
광저우시에서 태어났으며 휘티어에서 사망하였다. 사인은 뇌졸중이다.

## 출연 작품

### 영화
- 중년의 위기 (1990년)
- 그렘린 2 - 뉴욕 대소동 (1990년) - 미스터 윙 역
- 데드 히트 (1988년)
- 쿵후 (1986년)
- 블레이드 인 홍콩 (1985년)
- 그렘린 (1984년) - 할아버지, 미스터 윙 역
- 스파이더맨 (1981년)
- 암스테르담의 음모 (1977년)
- 불타는 일요 작전 (1975년)
- 저지 디 앤드 더 모너스터리 머더 (1974년)
- 하와이언스 (1970년)
- 비밀지령 (1968년)
- 프로젝트 X (1968년)
- 사건비화 (1967년)
- 하늘의 괴수 라돈 (1956년)
- 80일간의 세계일주 (1956년)
- 고질라 2 (1955년)
- 모정 (1955년)
- 랜섬 (1954년)
- 영 맨 위드 어 혼 (1950년)
- 어크로스 더 패시픽 (1942년)
- 레츠 고 콜리짓 (1941년)
- 데이 멧 인 봄베이 (1941년)
- 그린 호넷 2 (1941년)
- 그린 호넷 (1940년)
- 노, 노, 나네트 (1940년)
- 찰리 찬 앳 더 올림픽 (1937년)
- 대지 (1937년)
- 희극의 왕 (1936년)
- 찰리 챈 앳 더 서커스 (1936년)
- 오일 포 더 램프 오브 차이나 (1935년) - 영 차이니즈 솔저 역
- 매드 러브 (1935년)

### 텔레비전
- 태권소년 어니
- 매쉬 - 시리즈 (1972년)
- 쿵후 - TV 시리즈 (1972년)
- 닥터 웰비 (1969년)
- 제12순찰대 (1968년)
- FBI (1965년)
- 페리 메이슨 (1957년)